# 613 Ginevra
613 Ginevra este un asteroid din centura principală, descoperit pe 11 octombrie 1906, de August Kopff.